# Some Things You Never Get Used To
Some Things You Never Get Used To is een single uit 1968 van de Amerikaanse meidengroep The Supremes op het platenlabel Motown. Het nummer werd geschreven door het echtpaar Nickolas Ashford en Valerie Simpson, het duo achter Let's Go Get Stoned van Ray Charles en de hits van het zangduo  Marvin Gaye & Tammi Terrell.
In een aantal opzichten vormt Some Things You Never Get Used To een keerpunt in het repertoire van The Supremes tot dan toe. Het was sinds 1964 het eerste nummer van de groep dat niet geschreven werd door Holland-Dozier-Holland, het schrijverstrio dat The Supremes vele nummer 1-hits had bezorgd, maar dat Motown begin 1968 had verlaten om een eigen platenmaatschappij (Invictus) op te richten. Ook was het de eerste single waarop de door Motown-eigenaar Berry Gordy ontslagen Florence Ballard, ooit de oprichtster van The Supremes, vervangen was door Cindy Birdsong. Zij zong naast Mary Wilson de achtergrondkoortjes, terwijl Diana Ross de leadzangeres was.
Motown beschouwde Some Things You Never Get Used To als een mogelijke hit, maar het nummer was net als zijn voorganger Forever Came Today niet succesvol. Het bleef hangen op #30 in de Billboard Hot 100 en haalde niet de top-40 op de R&B-lijst. Het nummer deed het wel opvallend beter in Canada met een #15 notering.

## Bezetting
- Lead: Diana Ross
- Achtergrondzang: Mary Wilson, Cindy Birdsong
- Instrumentatie: The Funk Brothers
- Schrijvers: Nickolas Ashford en Valerie Simpson
- Producers: Nickolas Ashford en Valerie Simpson